# Dolmen de Kervehennec
Le dolmen de Kervehennec (ou Mané-Han) est un dolmen de Saint-Philibert, dans le Morbihan, en France.

## Localisation
Le dolmen est situé dans une zone découverte au milieu des champs, à environ 60 m à vol d'oiseau au nord-ouest du hameau de Kervehennec.

## Description
Cet édifice est un ancien dolmen à couloir dont n'est plus visible qu'une unique dalle de couverture. Cette dernière mesure environ 3 m de longueur pour 2 m de largeur,.
Le dolmen était autrefois recouvert d'un tumulus.

## Historique
Le monument date du Néolithique.
Il est classé au titre des monuments historiques par arrêté du 20 avril 1927.